# Eriastrum rosamondense
Eriastrum rosamondense är en blågullsväxtart som beskrevs av D.Gowen. Eriastrum rosamondense ingår i släktet Eriastrum och familjen blågullsväxter. Inga underarter finns listade i Catalogue of Life.